# Hufeisengarage (Moskau)

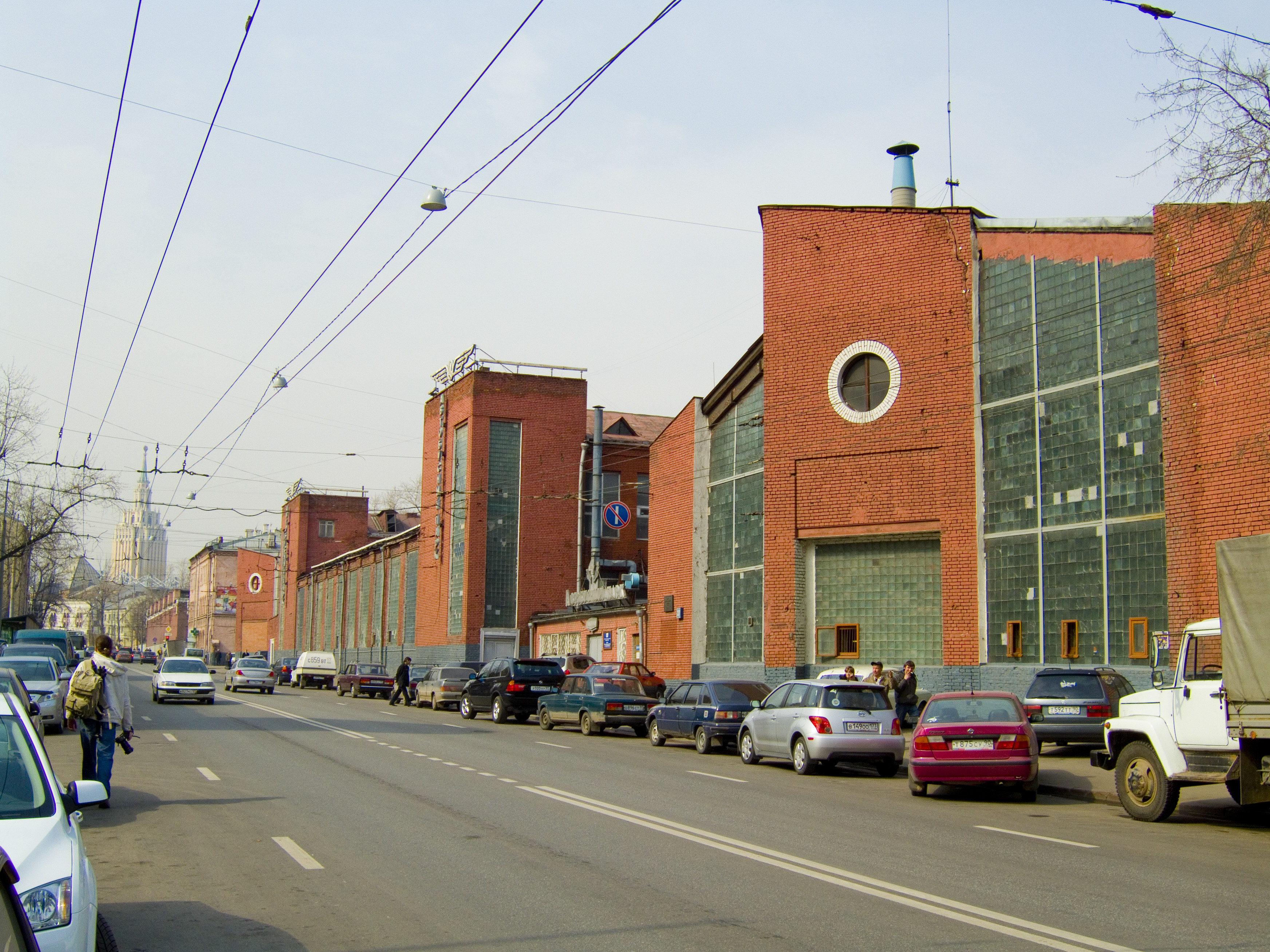
Hufeisengarage

Die Hufeisengarage ist eine vom sowjetischen Architekten Konstantin Melnikow und dem sowjetischen Ingenieur Wladimir Grigorjewitsch Schuchow in den Jahren 1926–1927 geplante Großgarage in der Nowo-Rjasanskaja-Straße Nr. 27 in Moskau. Die Garage wurde in dem von Melnikow vertretenen avantgardistischen Stil in Mauerwerk ausgeführt und von einer Stahlkonstruktion überdacht. Sie liegt im Krasnoselski-Stadtbezirk, nahe dem Kopfbahnhof Kasaner Bahnhof.
Die zweigeschossige Garage war für 110 Lastwagen pro Geschoss geplant, die die Parkpositionen im Rückwärtsgang einnehmen mussten, damit der Platz im Gebäude optimal genutzt werden konnte. Durch im Winkel von 45° zur Straße gestellte Ein- und Ausfahrten wurde das Gebäude erschlossen. Zwischen den beiden Enden des Hufeisens befindet sich das Gebäude für Werkstätten und Verwaltung.
Die Hufeisengarage wurde bis 2011 noch als Garage benutzt und war Sitz des Moskauer Vierten Busdepots. Weil die heutigen Busse in Moskau länger sind als die LKW der 1920er Jahre, ist die Parkordnung nicht mehr so effektiv, wie in Melnikows Entwurf vorgesehen.
Ein zweiter Bau des Architekten/Ingenieurspaars Melnikow/Schuchow ist die einige Jahre früher ebenfalls in Moskau errichtete Bachmetewskij-Bus-Garage, die ein grundsätzlich anderes Parkarrangement bzw. Arrangement für Zu- und Abfahrten vorsieht. Im November 2012 eröffnete in dem umgebauten Gebäude das Jüdische Museum Moskau.